# Segestes grandis
Segestes grandis är en insektsart som beskrevs av Willemse, C. 1955. Segestes grandis ingår i släktet Segestes och familjen vårtbitare. Inga underarter finns listade i Catalogue of Life.